# Дулан
Дулан (на сръбски: Дулан или Dulan) е село в Югоизточна Сърбия, Пчински окръг, Град Враня, община Враня.

## География
Селото е разположено във Вранската котловина. Отстои на 8,6 км югоизточно от общинския и окръжен център Враня, на 4,4 км североизточно от село Тибужде, на 3 км източно от село Чуковац и на 4,3 км югоизточно от село Топлац.

## История
Преди да се обособи като самостоятелно селище, Дулан е махала на село Тибужде.
По време на Първата световна война селото е във военновременните граници на Царство България, като административно е част от Вранска околия на Врански окръг.

## Население
Според преброяването на населението от 2011 г. селото има 57 жители.

### Етнически състав
Данните за етническия състав на населението са от преброяването през 2002 г.
- сърби – 97 жители (100%)